# Iamália-Nenétsia
O distrito autónomo ou okrug autónomo da Iamália-Nenétsia ou Iamália-Nenets (em russo:  Яма́ло-Не́нецкий автоно́мный о́круг, transl. Iamálo-Nénetski Avtonómny Ókrug) é uma divisão federal da Federação da Rússia.
Tem cerca de 507 000 habitantes. A capital é a cidade de Salekhard, embora as maiores cidades sejam Noiabrsk (pop. 96 440) e Novi Urengoi (pop. 94 456).
A região inclui a península de Guida e é rica em gás natural.